# 퀵실버 (마블 코믹스)
퀵실버(Quicksilver, 본명: 피에트로 막시모프, Pietro Maximoff)는 마블 코믹스에서 출간한 만화책에 등장하는 슈퍼히어로 공상 캐릭터이다. 공동 작가 스탠 리와 잭 커비가 창작했으며, 1964년 3월 X-맨 #4에서 처음으로 등장한다. 그는 매그니토의 아들이자, 스칼렛 위치（스칼렛 위치는 퀵실버보다 30초 먼저 태어났다）의 쌍둥이 남동생이고 폴라리스의 이복남동생다. 하지만 2016년에 <언캐니 어벤져스>에서 바뀐설정으로 셋 다 매그니토의 자식이 아닌걸로 바뀌었다.
실버 에이지 시대에 처음으로 나온 후, 퀵실버는 마블 작품속에서 40년간 나왔으며, 자신의 이름과 같은 셀프 타이틀과 어벤저스의 정규 팀 멤버로서 출연하였다.
2006년, 미국 웹사이트 IGN은 퀵 실버를 "최고의 X-맨 25인"중에서 23위에 선정을 하고 "퀵실버는 빌런에서 선한 역으로 바뀌는 가장 좋은 예였다"라는 코멘트를 달았다. 에런 존슨은 마블 스튜디오사의 영화 캡틴 아메리카: 윈터 솔져의 크레딧 중간 쿠키 영상에서 퀵실버 역으로 연기하였고 마블 시네마틱 유니버스의 일부로서 어벤져스: 에이지 오브 울트론에서 같은 역할로 재출연 하였고, 어벤져스: 에이지 오브 울트론에서 울트론이 쏜 총에 의해 호크아이를 대신하여 사망한다. 반면에 또다른 퀵실버 역으로 캐스팅된 에번 피터스가 엑스맨: 데이즈 오브 퓨처 패스트, 엑스맨:아포칼립스, 엑스맨: 다크 피닉스서 연기를 하였다.